# 天使·想（Xiang）
天使·想（Xiang）是藝人徐若瑄的首張日文專輯，同時也是其第一張個人專輯，於1996年4月10日發行。
此前徐若瑄已經在日本發表了兩張個人單曲《くちびるの神話 (紅唇的神話)》及《共犯者》。本張專輯除了收錄了兩張單曲內的全部歌曲，另有4首全新錄音。
1998年，由於徐若瑄所在的日本搞笑團體「黑色餅乾」走紅，東芝EMI以《天使·想（Xiang） New Edition》為題重新再版了這張專輯，并加收單曲《8月のバレンタイン (8月的情人節)》內的兩首歌曲。

## 曲目
1. くちびるの神話 — 4:51
2. 100カラットの涙 (Angelic Version) — 4:48
3. 一千一秒の秘密 (Xiang Remix) — 4:30
4. 忘れたい忘れたくない — 4:53
5. ついてゆきたい — 4:18
6. 共犯者 — 4:38
7. 月影で抱きしめて — 4:22
8. 海ほおずき — 4:28
9. 8月のバレンタイン (98年再版Bonus)
10. 我愛你 (98年再版Bonus)

## Release details
| Country | Date          | Label       | Format | Catalog   |
| Japan   | April 10 1996 | Toshiba-EMI | CD     | TOCT-9375 |